# Zwartbriltangare
De zwartbriltangare (Trichothraupis melanops) is een zangvogel uit de familie Thraupidae (tangaren).

## Verspreiding en leefgebied
Deze soort komt voor in de Andes van Peru en westelijk Bolivia, oostelijk Brazilië, noordoostelijk Argentinië en oostelijk Paraguay.